# Ляонін Хувін
ФК «Ляонін Хувін» (кит.: 辽宁足球俱乐部宏运队) — китайський футбольний клуб зі Шеньяна, Ляонін, заснований у 1953 році. Виступав у Першій лізі. Домашні матчі приймав на Міському стадіоні Тесі, місткістю 30 000 глядачів. Розформований у 2020 році.

## Досягнення

### Національні
- Китайська Суперліга:
  - Бронзовий призер (1): 2011
- Національна ліга Китаю
  - Чемпіон (3): 1954, 1978, 1985
- Jia-A ліга
  - Чемпіон (6): 1987, 1988, 1990, 1991, 1992, 1993
  - Фіналіст (2): 1989, 1999
- Перша ліга
  - Чемпіон (1): 1986, 1995, 1998, 2007, 2011
- Кубок Китаю
  - Володар (2): 1984, 1986
- Суперкубок Китаю
  - Володар (1): 1999.

### Міжнародні
- Ліга чемпіонів АФК
  - Чемпіон (1): 1990
  - Фіналіст (1): 1991.